# Uhorsk (gmina)
Uhorsk – dawna gmina wiejska istniejąca w latach 1933–1939 w woj. wołyńskim (obecnie na Ukrainie). Siedzibą gminy był Uhorsk.
Gminę Uhorsk utworzono 1 października 1933 roku w województwie wołyńskim, w powiecie krzemienieckim, z obszaru zniesionych gmin Białokrynica (wsie Antonowce, Andruha Mała, Baszkowce, Bonówka, Chmieliszcze, Iłowica Mała, Iłowica Duża, Lisznia, Oderadówka, Stożek, Soszyszcze, Tylawka, Uhorsk, Wesołówka, Zabara, Zależce i Żołobki) i Borki (wsie Sosnówka i Ludwiszcze) oraz z części gminy Szumsk (wieś Mosty) i miasta Krzemieńca (przedmieścia Czuhale, Zebłozy Duże, Zebłozy Małe, Bielecka Dolina i Bonówka).
Według stanu z dnia 4 stycznia 1936 roku gmina składała się z 21 gromad. Po wojnie obszar gminy Uhorsk wszedł w struktury administracyjne Związku Radzieckiego.